# Jozef De Langhe
Jozef (Jef) E. De Langhe (Gits, 19 maart 1907 - Antwerpen, 23 september 1998) was een Belgisch mijningenieur, hoogleraar, plantkundige en volkskundige, maar ook racist, antisemiet en collaborateur tijdens de Tweede Wereldoorlog.

## Levensloop
Jef De Langhe was een zoon van Bernard De Langhe, schoolhoofd in Westkapelle. Hij doorliep lager en middelbaar onderwijs aan het Klein Seminarie van Roeselare. Hij volbracht universitaire studies aan de Katholieke Universiteit Leuven en promoveerde er in 1930 tot mijningenieur. Hij behaalde ook het diploma van baccalaureus in de thomistische wijsbegeerte.
Pas afgestudeerd en amper 23 jaar oud, solliciteerde hij voor een ambt van hoogleraar aan zijn alma mater en toen hij niet werd benoemd schreef hij dit toe aan zijn Vlaamsgezindheid, zonder in acht te nemen dat zijn jeugdige leeftijd er misschien ook iets mee te maken had. Hij trok dan maar naar Leiden en studeerde er fysische scheikunde en theoretische fysica. Deze specialisatie zorgde voor een betrekking bij de firma Gevaert (1931-1945) in Mortsel. Hij trouwde in 1932 met Paula Ketele (1910-2004) en ze kregen vijf kinderen.
Hij sloot zich aan bij het Verdinaso, werd lid van de "Dinaso Militie" en werd een van de theoretici van deze beweging. Hij droeg de overtuiging uit dat het Dietse volk behoorde tot het superieure Noordse ras dat, om te overleven, raszuiverheid moest nastreven. Hij interesseerde zich hierbij voor het 'Jodenvraagstuk'. De uitsluiting van de Joden uit het maatschappelijk leven zoals hij het voorstelde, was zeer gelijkend met de hitleriaanse ideeën hierover. Volgens hem waren de Joden 'vreemdelingen', die enkel als 'gasten' konden worden toegelaten en moesten worden uitgesloten uit onderwijsfuncties of andere maatschappelijk belangrijke betrekkingen. Zijn opvattingen brachten hem er in 1933 toe het katholicisme de rug toe te keren, dat hij als een "tweede joods verschijnsel" bestempelde.
In 1937 verliet hij het Verdinaso, uit onvrede met de evolutie van Joris van Severen, die zich steeds loyaler opstelde tegenover de Belgische staat, wat onverzoenbaar was met het 'völkische' gedachtegoed van De Langhe.

## Collaboratie
Onmiddellijk na de bezetting van het land in mei 1940, publiceerde De Langhe een manifest waarin hij het vertrouwen in Adolf Hitler uitsprak. Zonder uitstel werd hij een van de oprichters van de Algemeene SS-Vlaanderen. Wanneer de leider ervan, zijn vriend René Lagrou tijdelijk niet beschikbaar was, werd hij er zelf de algemene leider van. 
In het tijdschrift De SS Man publiceerde hij artikels over het rassenvraagstuk en over het door hem voorgestane nationaalsocialisme. Hij werd ook lid van de DeVlag. Ook voor de tijdschriften van deze organisatie schreef hij racistische bijdragen. Hij gaf ook lezingen voor Zender Brussel over dezelfde thema's en was verbonden aan het nazistisch onderzoekscentrum Das Ahnenerbe.

## Na de oorlog
In september 1944 naar Duitsland gevlucht, werd hij na enkele maanden opgepakt en op 12 juli 1945 door de krijgsraad ter dood veroordeeld. De straf werd omgezet in levenslange gevangenis en na verdere strafverminderingen kwam hij in 1951 vrij.
Hij oefende van 1951 tot 1976 zijn vroeger beroep als fotochemicus uit, nu als adviserend ingenieur. In 1975 werd hij hoogleraar aan de Universitaire Instelling Antwerpen. Hij doceerde er tot in 1986 "botanische systematiek", een discipline waarin hij als kind door zijn vader was ingeleid en waarin hij zich door zelfstudie had bekwaamd.
Hij knipte de banden met de Vlaamse Beweging door en bleef alleen nog verder geloven in een 'biologische wereldbeschouwing'. In lezingen bleef hij zich (een overblijfsel van zijn racistische opvattingen) afzetten tegen de 'gelijkheidswaanzin die het mensdom koestert'.

## Publicaties
- De grondbeginselen van het Dietsche Nationaal-solidarisme, Brugge, 1933 & 1935.
- De grondslagen der Photografie, 1935.
- De oorsprong der Vlaamsche kustvlakte, 1939.
- Inleiding tot de erfelijkheidsleer en de raskunde, Uitgave DeVlag, 1944.
- Gedurende zeventig jaar publiceerde De Langhe in het West-Vlaams tijdschrift Biekorf en andere binnenlandse en buitenlandse tijdschriften, meer dan 350 artikels en studies gewijd aan fysica, scheikunde, mathematica, filosofie, biologie, toponymie, volkskunde, plantkunde, taalkunde, dialectstudie en etymologie. Hieronder zijn over de jaren vijftig uitgespreide reeks Toponymica uit de kuststreek. Hij werkte mee aan Franstalige en Nederlandstalige boeken gewijd aan de flora in België, het Groothertogdom Luxemburg, Noord-Frankrijk en aangrenzende gebieden.